# Isdera

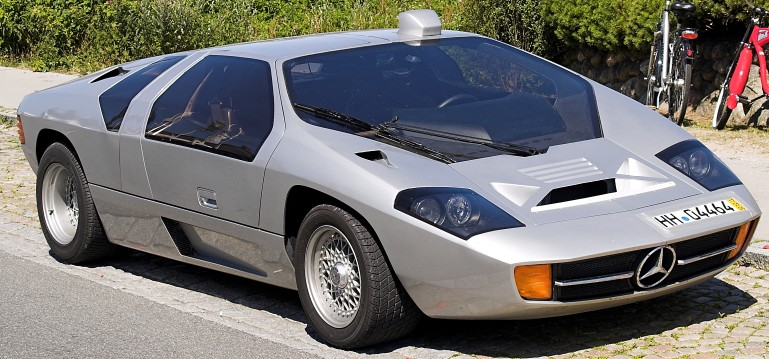
Isdera Imperator 108i

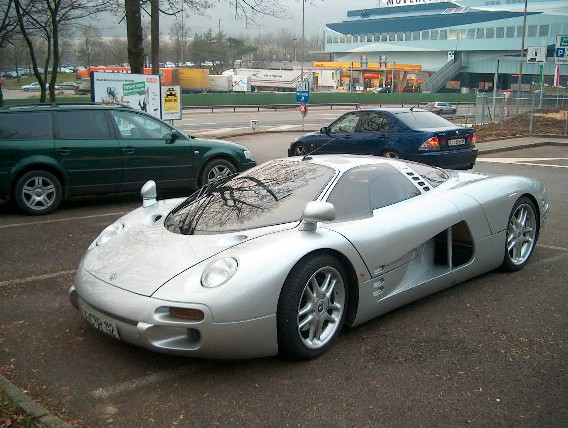
Isdera Silver Arrow C112i

Isdera är en tysk tillverkare av superbilar, de var som mest aktiva under 1980- och 90-talen. En av deras bilmodeller uppmärksammas i bland annat Need For Speed II.